# Discografia dei Within Temptation
Questa è la discografia del gruppo musicale olandese Within Temptation.

## Demo
- 1996 – Demo 1996[1]
- 1996 – Enter

## Album in studio
- 1997 – Enter[2]
- 2000 – Mother Earth
- 2004 – The Silent Force
- 2007 – The Heart of Everything
- 2011 – The Unforgiving
- 2014 – Hydra
- 2019 – Resist
- 2023 – Bleed Out

## Album dal vivo
- 2002 – Live on Air (promo)[3][4]
- 2002 – Mother Earth Tour
- 2005 – The Silent Force Tour
- 2008 – Black Symphony
- 2009 – An Acoustic Night at the Theatre
- 2014 – Let Us Burn - Elements & Hydra Live In Concert

## EP
- 1998 – The Dance[2]
- 2007 – The Howling
- 2013 – Paradise (What About Us?)
- 2021 – Shed My Skin
- 2022 – Don't Pray for Me

## Cover album
- 2013 – The Q-Music Sessions

## Singoli
- 1997 – Restless[5]
- 2000 – Our Farewell
- 2001 – Ice Queen
- 2002 – Never Ending Story (promo)
- 2003 – Mother Earth
- 2003 – Running Up That Hill
- 2004 – Stand My Ground
- 2005 – Memories
- 2005 – Angels
- 2005 – Jillian (I'd Give My Heart) (promo)
- 2007 – What Have You Done
- 2007 – Frozen
- 2007 – All I Need
- 2008 – Forgiven (promo)
- 2009 – Utopia
- 2011 – Faster
- 2011 – Sinéad
- 2011 – Shot in the Dark
- 2013 – Dangerous
- 2014 – Whole World Is Watching
- 2014 – And We Run
- 2018 – The Reckoning
- 2018 – Raise Your Banner
- 2018 – Firelight
- 2019 – In Vain
- 2019 – Supernova
- 2019 – Mad World
- 2020 – Entertain You
- 2020 – The Purge
- 2023 – Wireless
- 2023 – Bleed Out
- 2023 – Ritual

## DVD
- 2002 – Mother Earth Tour[4]
- 2003 – Mother Earth Limited DVD Single
- 2005 – The Silent Force Tour
- 2008 – Black Symphony
- 2014 – Let Us Burn - Elements & Hydra Live In Concert

## Videografia

### Video musicali
| Anno | Titolo                                     | Regista                    |
| ---- | ------------------------------------------ | -------------------------- |
| 1998 | The Dance                                  | Nessun regista             |
| 2001 | Ice Queen (prima versione)                 | Nessun regista             |
| 2002 | Mother Earth                               | Patric Ullaeus             |
| 2002 | Never Ending Story                         | Nessun regista             |
| 2003 | Ice Queen (seconda versione)               | Patric Ullaeus             |
| 2003 | Running Up That Hill                       | Joern Heitmann             |
| 2004 | Stand My Ground                            | Bernard Wedig              |
| 2005 | Memories                                   | Bernard Wedig              |
| 2005 | Angels                                     | Oliver Sommer              |
| 2005 | Jillian (I'd Give My Heart)                | Nessun regista             |
| 2006 | The Howling (prima versione)               | Nessun regista             |
| 2007 | What Have You Done (prima versione)        | Jonathan Weyland           |
| 2007 | What Have You Done (seconda versione)      | Jonathan Weyland           |
| 2007 | Frozen                                     | Oliver Sommer              |
| 2007 | The Howling (seconda versione)             | Oliver Sommer              |
| 2007 | All I Need                                 | Oliver Sommer              |
| 2008 | Forgiven                                   | Oliver Sommer              |
| 2009 | Utopia                                     | Oscar Verpoort             |
| 2011 | Faster                                     | Joeri Molsheimer           |
| 2011 | Sinéad                                     | Joeri Molsheimer           |
| 2011 | Shot in the Dark                           | Joeri Molsheimer           |
| 2011 | Fire and Ice                               | Nessun regista             |
| 2013 | Titanium                                   | Nessun regista             |
| 2013 | Paradise (What About Us?)                  | Maarten Welzen e Tim Smith |
| 2013 | Dangerous                                  | Patric Ullaeus             |
| 2014 | Whole World Is Watching (prima versione)   | Patric Ullaeus             |
| 2014 | Whole World Is Watching (seconda versione) | Patric Ullaeus             |
| 2014 | And We Run                                 | Tim Smith                  |
| 2014 | Covered By Roses                           | Nessun regista             |
| 2018 | The Reckoning                              | Noise                      |
| 2018 | Raise Your Banner                          | Noise                      |
| 2019 | Supernova                                  | Set Vexy                   |
| 2019 | Mad World                                  | Set Vexy                   |
| 2020 | The Purge                                  | Maarten Welzen             |
| 2021 | Shed My Skin                               | Set Vexy                   |
| 2022 | Don't Pray for Me                          | Jeb Hardwick               |
| 2022 | The Fire Within                            | Set Vexy                   |
| 2023 | Wireless                                   | Adriano Theel              |
| 2023 | Bleed Out                                  | Set Vexy                   |